# 長野電鉄0系電車
長野電鉄0系電車（ながのでんてつ0けいでんしゃ）は、1966年（昭和41年）に長野電鉄が導入した通勤形電車である。
本項では、1980年（昭和55年）に長野線長野 - 善光寺下間が地下化された際に0系の意匠を取り入れて製造された10系電車についても記述する。

## 概要
0系は、単線区間が介在することによって車両編成や運転本数に制限のあるラッシュ輸送に対応する目的で、1966年に2両編成2本（いずれも長野寄りからモハ1 - クハ51、モハ2 - クハ52）の計4両が日本車輌製造で製造された。製造経緯からOfficemen & Students Carの頭文字を取り、OSカーの愛称があった。
系列名には、木造旧型車の淘汰が進んだことで空き番となっていた100未満の数字が用いられ、制御電動車がモハ0、制御車がクハ50とされた。
日本で初めてFRPを車両正面の全面に採用した車両であり、地方私鉄として積極的なラッシュ対策を施したことが評価され、1967年（昭和42年）度鉄道友の会ローレル賞を受賞した。

## 構造

### 車体
車体は、長さが19,500mm（連結器間20,000mm）、幅が2,740mm。客用扉は、1,300mmの両開扉を片側につき4か所備えるが、運転台直後にも側窓と座席を配置している。これは運転室直後の換気を良くすることをねらったものであり、他社では相模鉄道旧6000系や近畿日本鉄道、南海電気鉄道の通勤車などにもみられ、側面の窓配置は相鉄旧6000系に類似している。
赤2号とクリーム4号による塗り分けは警戒色の意味も兼ねて本系列にあわせてデザインされ、在来車にも波及した。FRP製の前面は、踏切破損の防止のため前照灯、尾灯、方向幕を上部にまとめている。方向幕は種別表示と行き先表示を上下二段で表示する。ここには当時としては珍しい「各駅停車」表示もされたが、これは同社の1100形の登場時、特急と勘違いする旅客が存在した事例を受けて用意されたものである。行先には分割運転を見越して「湯田中・木島」の表示を第一編成登場時から備えていたほか、側面にも電動で操作できる行先・種別幕を装備する。これは、当時まだ他に国鉄481系くらいしか類例のない先進的な設備であった。

### 車内
座席はロングシートを採用し、定員は160名。うち座席定員は54名であり、ドア脇いっぱいまで座席を配置することで通勤通学利用客以外への着席サービス向上も図っている。

### 主要機器
台車は、枕ばねがオイルダンパ併用のインダイレクトマウント式コイルばね、軸箱支持はペデスタル式であり、密封ころ軸受けを採用した。台車形式はNA-18形およびNA-18A形（モハ0）、NA-18T形およびNA-18AT形（クハ50、いずれも日本車輌製造における形式）であり、前者が車輪径910mmであるのに対し、後者は車輪径860 mmであった。主電動機は三菱電機製のMB-3068-B型が各電動台車に2基ずつ搭載され、出力は当時狭軌最大級であった135kWとされた。駆動方式はWN継手が採用され、歯車比は92:15 =1:6.13に設定されている。（長野電鉄2000系電車#狭軌用WN駆動装置も参照）。制御装置は三菱電機製のABFM-184-15MHがモハに一基搭載された。
朝ラッシュ時間帯には2編成を併結した4両編成での運用を行うため、先頭部には廻り子式密着連結器を装備していたが、2500系導入後は密着自動連結器に交換された。4両編成運用自体についても2500系導入後は同形式に置き換えられている。
20m4扉構造が採用された背景として、長野電鉄沿線には各種の学校が立地し、長野側都心エリアだけでなく途中駅での乗降が錯綜することがあった。観光輸送も考慮した座席数の多い2扉車では、19m級車体を備えるモハ1100形・クハ1150形の3両編成をもってしても乗降時間の延びによる遅延が多発し、特に冬季の乗降遅延は緊急の改善が必要とされたためである。さらに、2両編成で在来車3両編成の収容力を持たせる事で、全体の車両数削減を狙ったものでもあった。大型の4扉車であるため、冬季車内保温のための中央2扉の締め切り装置と、一部ホーム延長の短い駅でのドアカットに対応するための最後部車両の扉締め切り装置を備えている。

## 運用
主目的の通勤通学対応もさることながら、山の内線の急勾配区間の走行を配慮した大出力主電動機を搭載していたため、長野電鉄全線で幅広く運用された。特に、朝ラッシュ時間帯は2本を連結した4両編成とし、線内最大の輸送力を誇る列車として運行された。その後も数年のうちに5編成を導入し、乗務員を含めた運用効率の向上を図る構想であったが、以後の増備は利用客の減少に伴い中止された。
後述の10系導入後は「OS1」とも呼ばれた。
最終的には主に長野 - 湯田中間で運用されたが、ワンマン運転への対応改造が難しく、発電ブレーキを装備していないなどの運転上の制約もあり、長野オリンピックを目前に控えた1997年（平成9年）、3500系に置き換えられる形で廃車された。廃車後はモハ1 - クハ51の編成が静態保存を前提として須坂駅構内に留置されていたが、2002年に解体処分されたため現存しない。

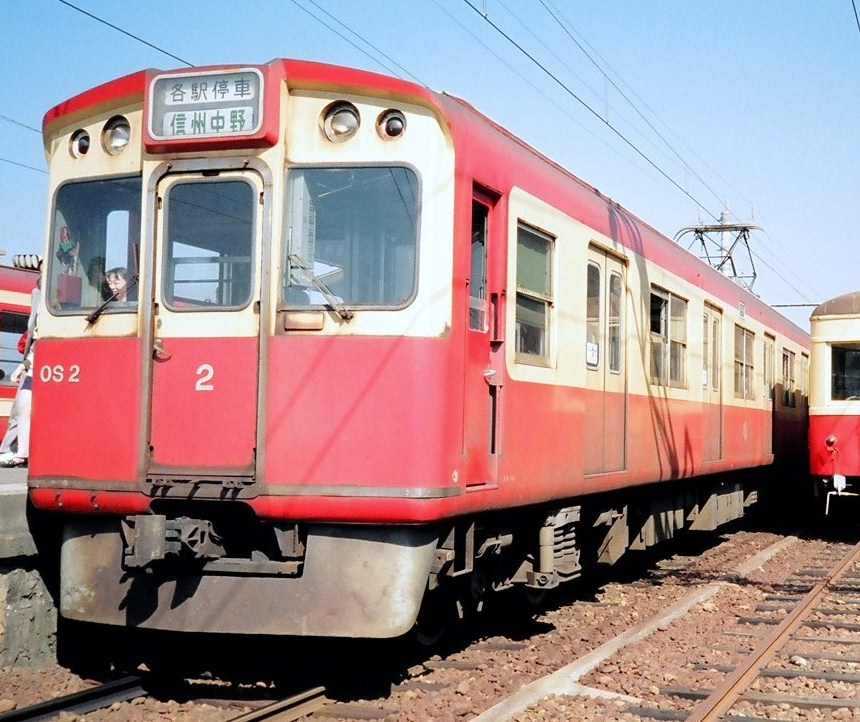
OS2編成モハ2
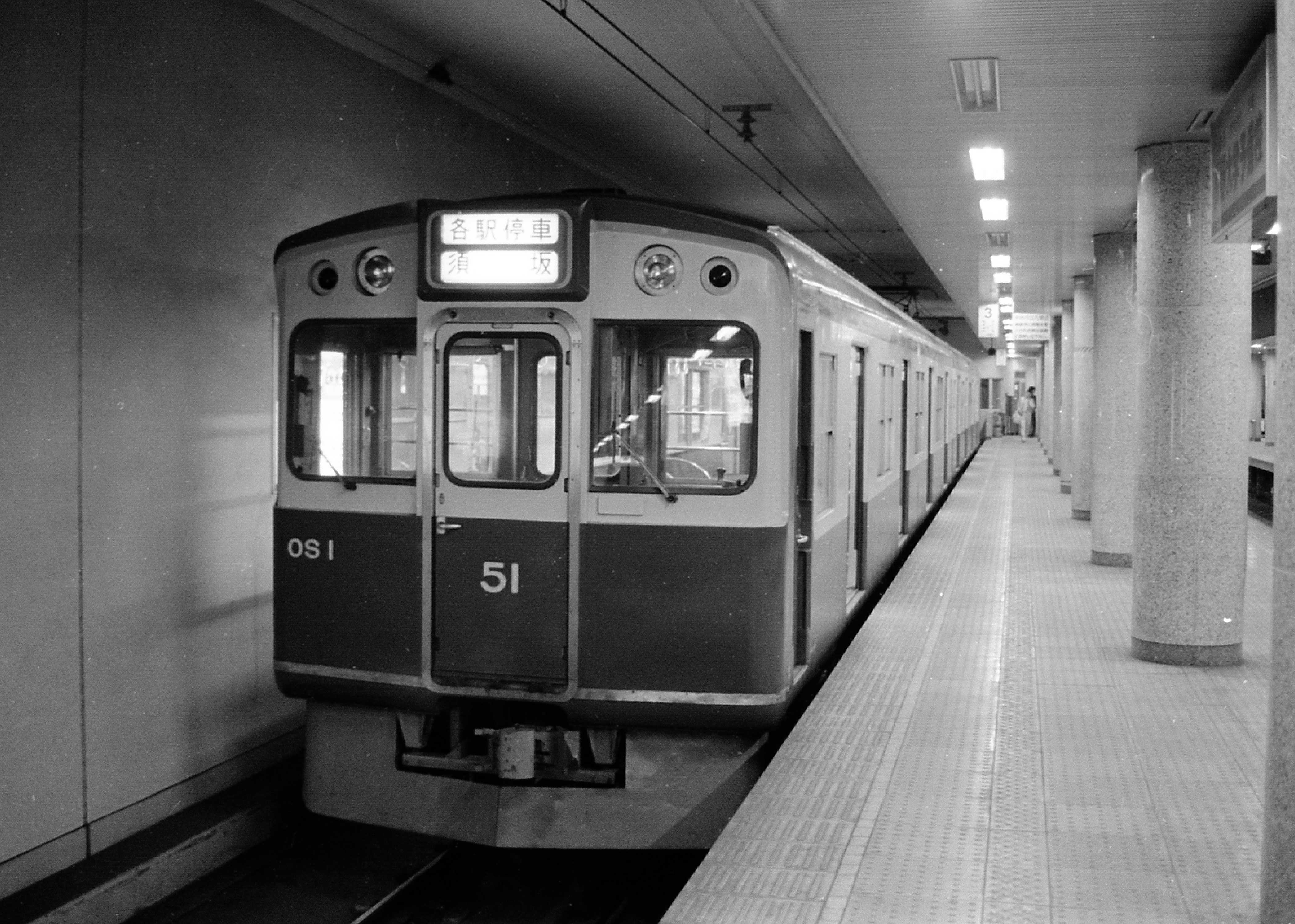
OS1編成クハ51

## 10系

### 概要
長野線の長野駅 - 善光寺下駅間が地下化された際にA-A基準に適合する車両が必要になったため、半鋼製車の置き換えを目的として1980年（昭和55年）に2両編成1本（長野寄りからモハ11 - クハ61）が日本車輌製造で製造された。当初は地下化に伴い前述の0系、2000系、モハ1500形以外の適合しない全車両を本系列で置き換える構想もあったが、製造コストの面から東急5000系の譲受車である2500系の導入になった。本系列を最後に、長野電鉄では自社向けの新造車を導入していない。

### 構造
0系から設計変更された箇所が多く、こちらは新OSカーまたはOS10（テン）と呼ばれている。前面はFRP構造をやめ、一般的な鋼板製の三面折妻の三窓式形状とした。また、正面貫通扉からの隙間風による冬季の運転環境悪化を防止するため、0系とは異なり非貫通とした。乗降扉の配置は冬季の車内保温を目的に4扉から3扉へ変更され、座席定員が62名に増加した（最大定員160名は0系から変更なし）。
主電動機は出力を150kWにアップし、抑速発電ブレーキも搭載した。台車は、軸箱支持は0系同様のペデスタル式ではあるものの、枕ばね周りは、オイルダンパ併用の単列二重コイルばねと組み合わされた、やや旧式のスイングハンガー式（揺れ枕+揺れ枕吊り）が採用されており、台車形式はNA-36形（モハ10）、NA-36T形（クハ60、いずれも日本車輌形式）と称した。鉄道史資料保存会刊『日車の車両史』によると、この台車枠のプレス型は、1977年から製造が始まっていた国鉄キハ40系のDT44・TR227形と共通であるという。
10系は一般運用型とされていたが、900mm間隔の固定/回転・転換クロスシート設置を意識した窓配置となっているほか、優等列車での運用を意識した高出力電動機を採用したともいわれている。先頭部の連結器は当初から密着自動連結器を装備していた。
長野線には地下線区間があることから、本来はA-A基準に基づき貫通型としなければならないが、長野線は「架空線であること」「車体と建築定規（建築限界）との間隔が400mm以上確保されていること」から、10系を非貫通型とすることができた。

### 運用
木島線信州中野 - 木島間と屋代線屋代 - 須坂間の全列車ワンマン化が実施された後は、長野線長野 - 湯田中間専用となった。
その後、同区間の普通列車もワンマン化されたが、本系列にはワンマン対応工事は施工されず、平日ラッシュ時に車掌乗務で長野 - 須坂間を1往復する運用のみとなった。しかし木島線の廃線で3500系が余剰となり、これを転用することで車種統一によるコストダウンが可能になったことから、製造から20年程度にもかかわらず、2003年（平成15年）3月2日のイベント運用を最後に廃車となった。廃車後は須坂駅構内に留置され物置として使用されていたが、2017年3月5日にお別れイベントを開催し、その後解体処分されたため現存しない。

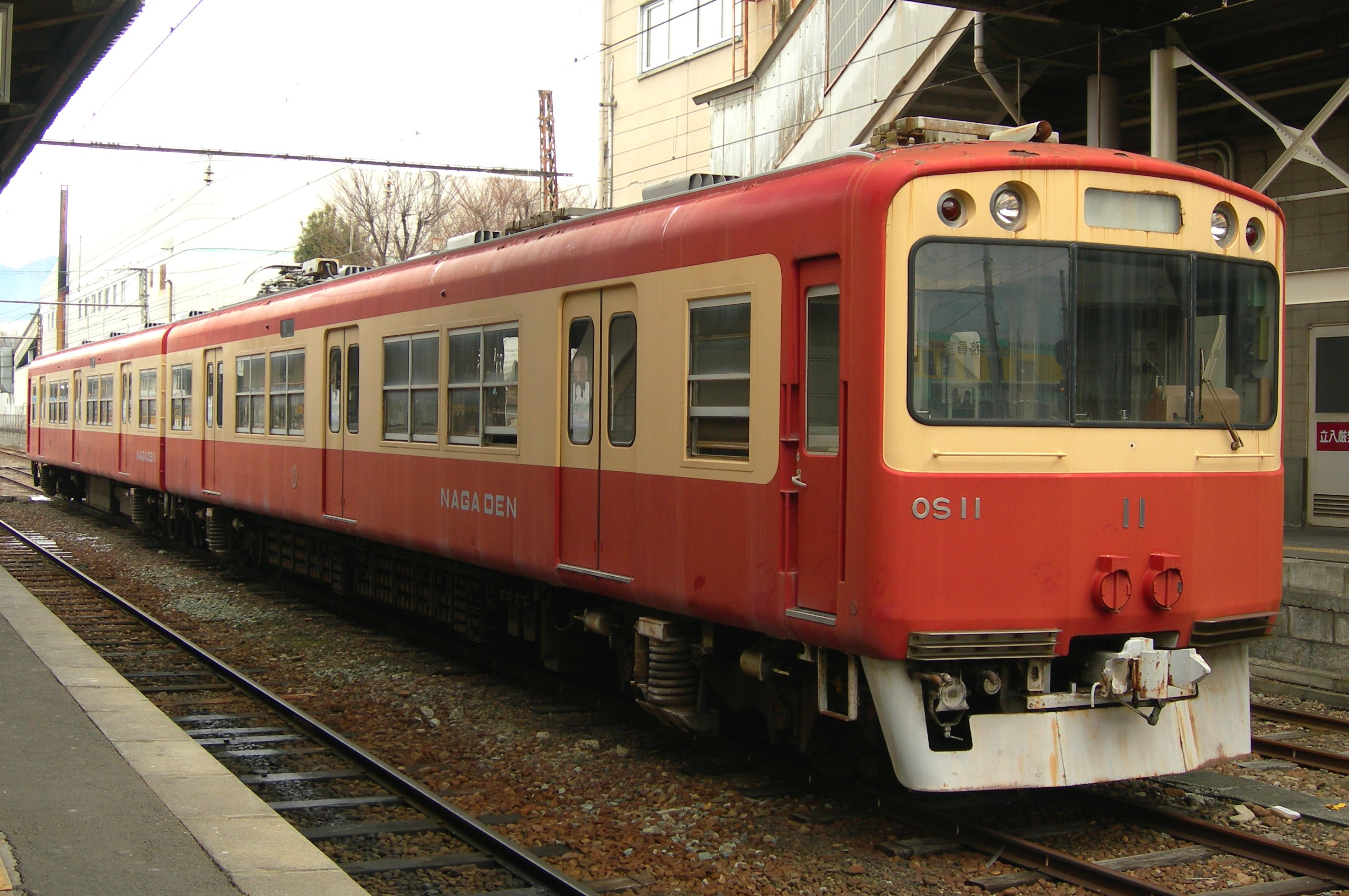
OS11編成モハ11
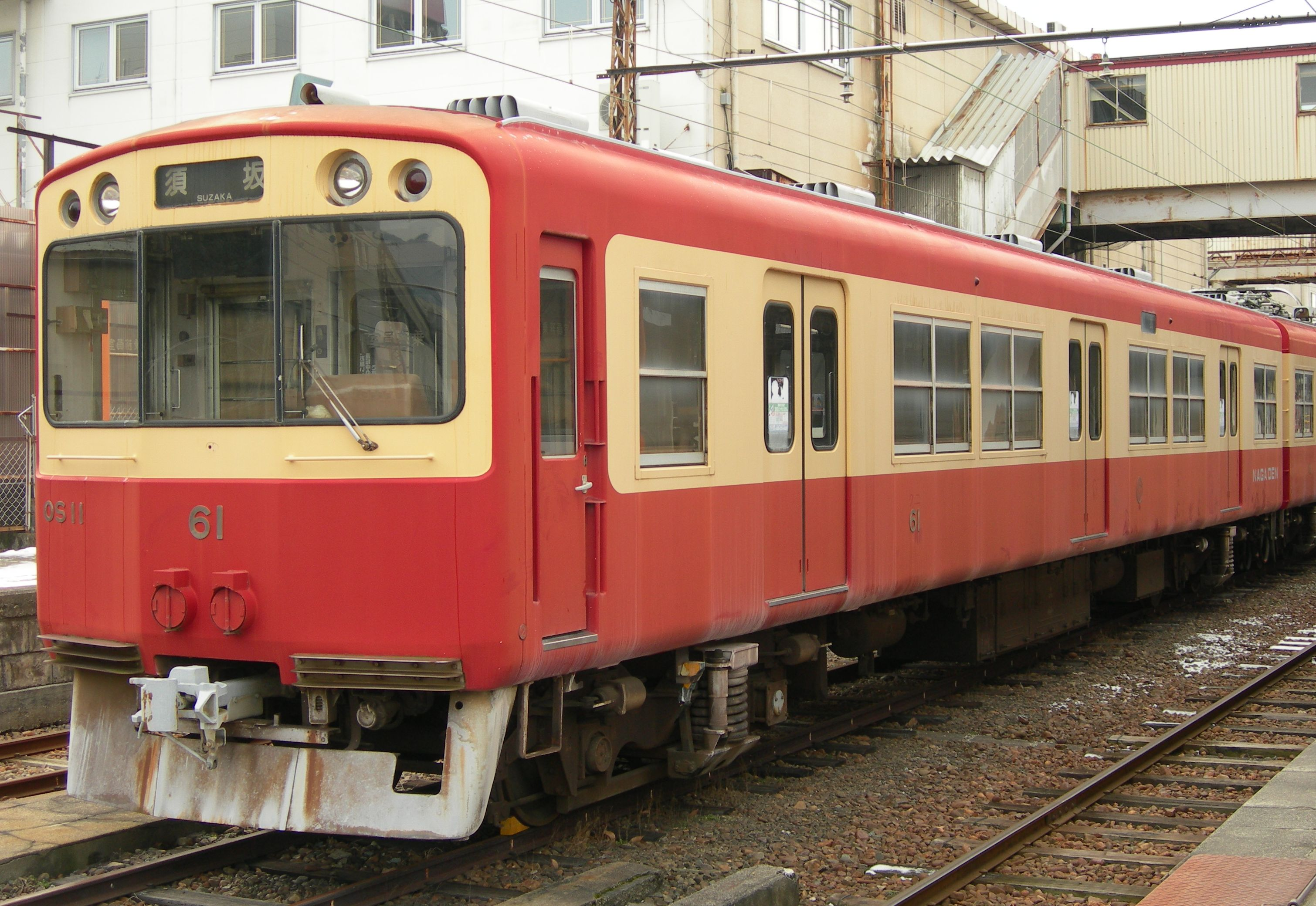
OS11編成クハ61
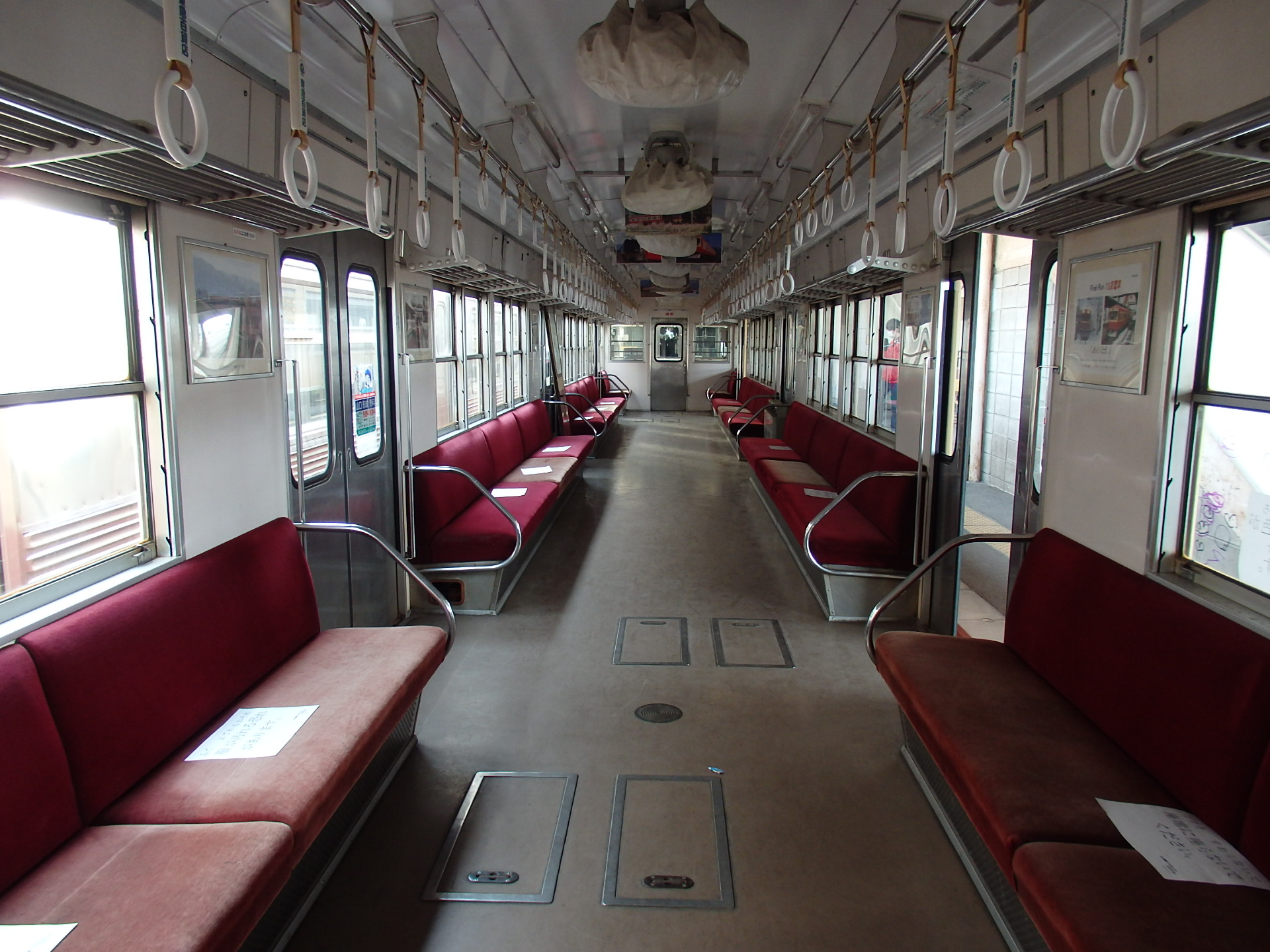
車内
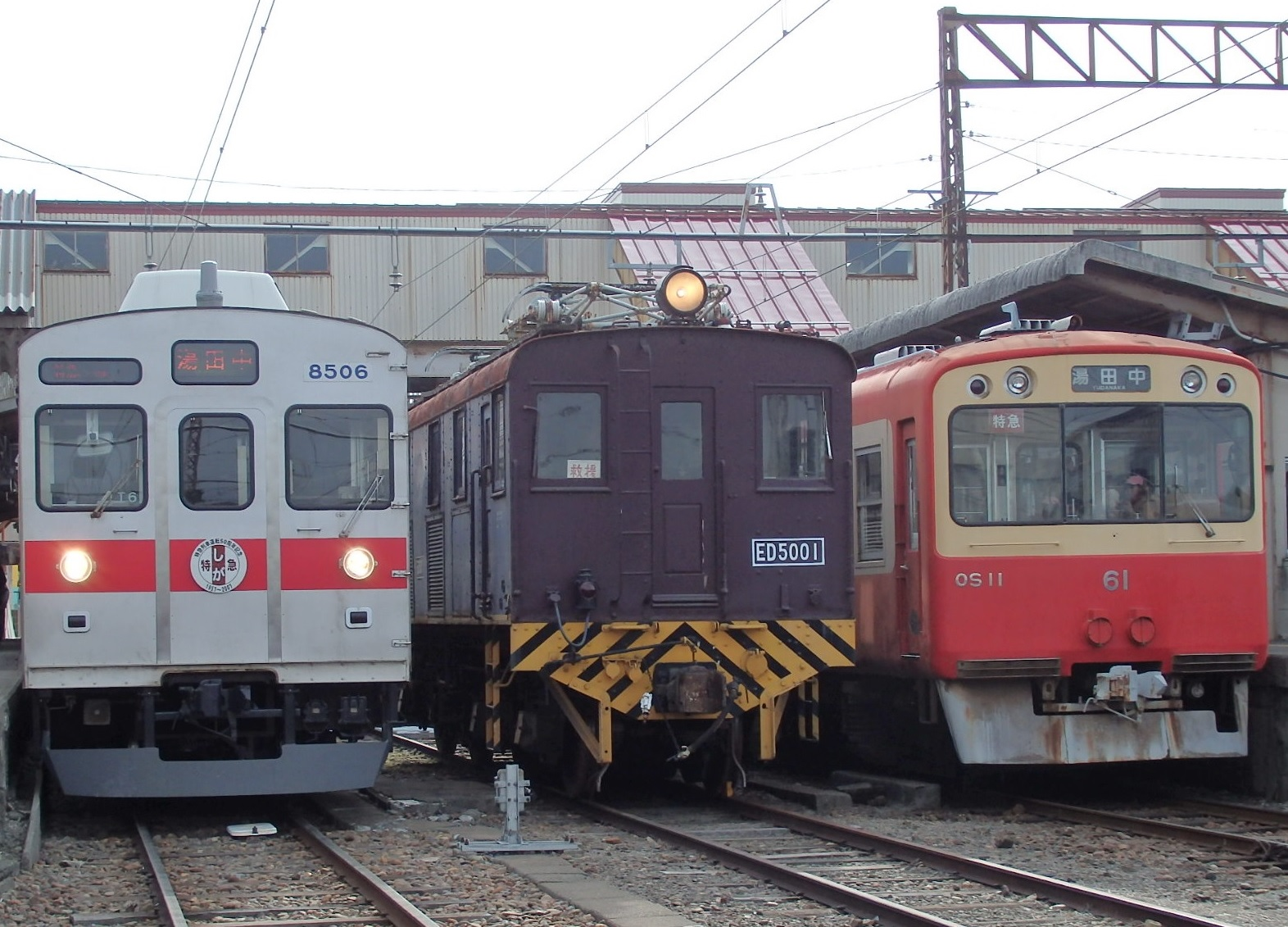
OS11編成＆ED5001形 お別れイベント（2017年3月5日）